# Nathanael Culverwell
Nathanael Culverwell, född 1619, död 1651, var en engelsk filosof.
Culverwell tillhörde Cambridgeplatonismen och utvecklade skolans åsikter i An elegant learned discourse of the light of nature (1652).